# Oberhof
Oberhof je německé město v spolkové zemi Durynsko. Nachází se na hřebenu pohoří Durynský les v nadmořské výšce nad 800 metrů.
Je známý jako středisko zimních sportů, zvláště jsou zde populární biatlon, sáňkařský sport a jízda na bobech, běh na lyžích nebo severská kombinace. Ekonomika města je založená na výnosech z turismu. V roce 2005 navštívilo město téměř 130 tisíc turistů. Oberhof je tak po Erfurtu a Výmaru nejčastěji navštěvovaným místem v Durynském lese. Ve městě se také nacházejí lázně.
Ve městě se také nachází známé sportovní gymnázium, které je durynským centrem výchovy sportovců pro zimní disciplíny, i speciální sportovní oddíl Bundeswehru, který zabezpečuje řadu významných oberhofských sportovců.

## Geografie
Oberhof leží v Durynském lese na hřbetu pohoří. Samo město se rozkládá na náhorní plošině, a tak v něm nejsou velké výškové rozdíly. Na jižním kraji města se vypíná 904 metrů vysoká hora Schützenberg. Čtyři kilometry jihovýchodně od města se nachází Großen Beerberg (983 m) a Schneekopf (978 m), nejvyšší hory Durynska. Jihozápadně od Oberhofu jsou dva průsmyky Grenzadler (na někdejší sasko-pruské hranici) a Rondell, kudy odpradávna proudili obchodníci. V okolí Oberhofu je také několik řek, na východě Gera, na severu Ohra, na jihu Hasel a na západě Westen.
Oberhofská krajina je zcela zalesněná, převažují borovicové porosty.

### Osídlení
Oblast města má tvar písmene T. Nejdříve proběhlo osídlení na jihovýchodě, později se město rozšířilo na západ a až v posledních 50 letech také na sever. Mokřina Gründle na severovýchodě, která je přírodní památkou, byla do roku 1997 ponechána bez zásahu, poté zde vznikly lázně a byl vybudován lanový park.

### Sousední sídla
Oberhof leží na severovýchodním cípu zemského okresu Šmalkaldy-Meiningen. Uvnitř okresu jsou poblíž především obce Oberschönau, Steinbach-Hallenberg a Zella-Mehlis. Na východě hraničí město s Gehlbergem, Gräfenrodou a Frankenhainem v zemském okrese Ilm. Z okresu Gotha sousedí město s obcemi Luisenthal a Tambach-Dietharz na severu.

### Podnebí
Podnebí v Oberhofu je drsné, což bránilo rozvoji města až do roku 1900. Na rozdíl od okolních míst v Durynském lese je Oberhof otevřený na sever, západ a východ. Nejbližší meteorologická stanice se nachází u zájezdního hostince Schmücke asi šest kilometrů od města. Ročně spadne v oblasti na 1300 mm srážek, průměrná denní teplota je 4,4 °C. V červenci bývá teplota průměrně 12,8 stupňů, v lednu -4,0 stupně. Od poloviny listopadu do poloviny března je město obvykle pod sněhovou přikrývkou.

## Dějiny

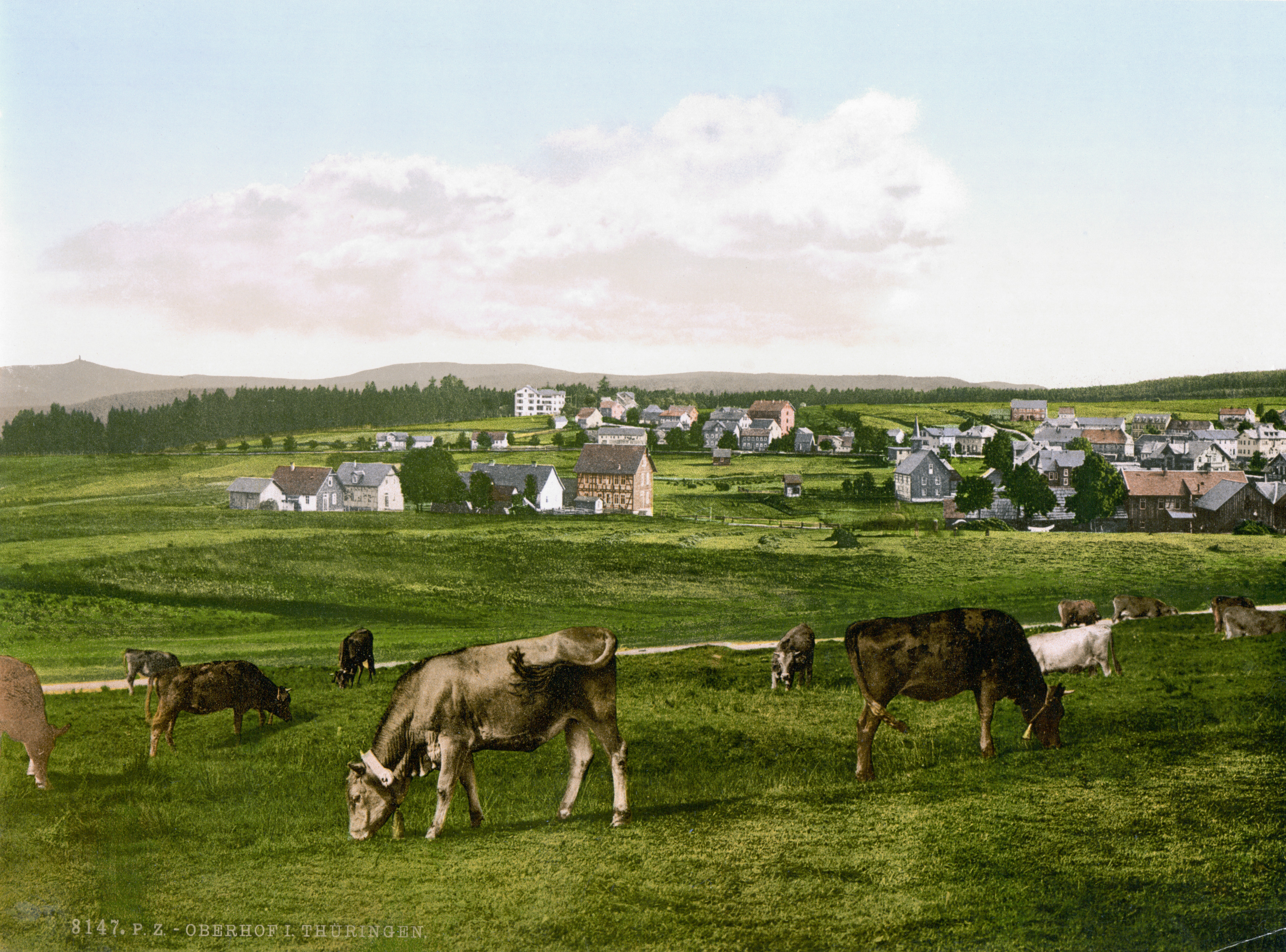
Oberhof kolem roku 1900

První zmínky o Oberhofu pocházejí z roku 1470. V roce 1861 do města dorazili první letní hosté. V roce 1884 město uzavřelo smlouvu o připojení k železnici z Erfurtu do Ritschenhausenu přivedené Brandleitským tunelem. Do roku 1918 náleželo město k Sasku.
V roce 1906 byla vybudována první bobová dráha a první můstek pro skoky na lyžích. V roce 1931 se na Hindenburgově skokanském můstku konalo mistrovství světa, ve městě se uskutečnily i světové šampionáty v jízdě dvojbobů a v severské kombinaci.
V průběhu druhé světové války sloužilo v obci na 170 nuceně nasazených mužů a žen z nacisty okupovaných zemí, pracovali v lese, na železnici, vojenské nemocnici a na turistickém úřadě. V dubnu 1945 procházel městem pochod smrti do koncentračního tábora Buchenwald, jeho tři účastníci ve městě zemřeli a jsou pochování na hřbitově na Crawinkler Straße, kde je připomíná pamětní kámen.
V roce 1964 byla dokončena stavba skokanského můstku na Rennsteigu a o sedm let později byla vybudována i sáňkařská dráha, kde se v roce 1973 konalo mistrovství světa v sáňkařském sportu. 7. října 1985 získal Oberhof status města.
Nejnověji město uspořádalo mistrovství světa v biatlonu v roce 2004 a podruhé sáňkařské mistrovství světa v roce 2008.

## Kultura

### Přírodní památky
Na hoře Pfanntalskopf (868 m) na jižní straně města se nachází Rennsteigská botanická zahrada, na jejíchž sedmi hektarech se nachází ukázky zhruba čtyř tisíc různých druhů horské flóry z celého světa.

### Sport

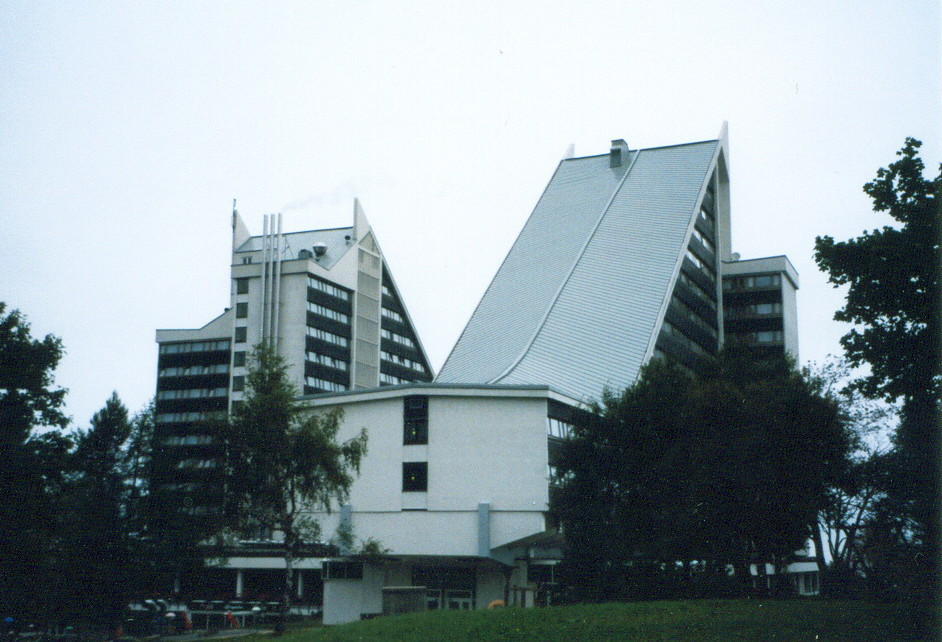
Největší hotel ve městě, Panorama

Zvláštností Oberhofu je koncentrace několika různých sportovišť pro zimní sporty na malý prostor, ať jde o skokanské můstky různých velikostí, běžecký stadion DKB-Ski-Arena nebo sáňkařskou dráhu. Dráha slouží v zimě bobovému a sáňkařskému sportu, v létě je možné jezdit na kolečkových bobech. V roce 1998 byla otevřena 800 metrů dlouhá sjezdovka, vybavená sedačkovou lanovkou, umělým osvětlením a zasněžováním. Okolí města nabízí i kilometry tratí pro běh na lyžích, v létě je terén vhodný pro pěší turistiku. Městem prochází Rennsteigská cyklostezka.
Patrně největší povědomí o Oberhofu se po světě šíří díky jeho spojení s běžeckým lyžováním. Na příměstských tratích v DKB-Ski-Areně se každoročně konají závody Světového poháru v klasickém lyžování. A součástí tréninkového zázemí pro běžce je i nejmodernější a největší Lyžařská hala pro běžce na lyžích.
Na Grenzadleru se nachází středisku sportovní skupiny Bundeswehru, kde se připravují mnozí němečtí reprezentanti v biatlonu, bobovém a sáňkařském sportu, severské kombinaci a běhu na lyžích. Jako zaměstnanci armády zde působí i mnozí význační trenéři jako například Frank Ullrich.
Rennsteigské lázně jsou v celoročním provozu. V jejich areálu se nachází i lanový park Woodjump, kde je možné šplhat po lanech na konstrukce vysoké až 20 metrů.
Vévodský golfklub Oberhof je jedním z nejstarších golfových klubů v Německu.

## Hospodářství
Hospodářství Oberhofu je založeno zcela na výnosech z cestovního ruchu. Většina obyvatel je zaměstnána v hotelích, restauračních zařízeních, sportovištích, lázních, lanovém parku, exotariu, Durynském sportovním muzeu.

### Doprava
Oberhof leží na zemské silnici L 3247 (dřívější spolková silnice č. 247), která spojuje města Suhl a Gotha. Nad silnicí L 3247 se nacházejí také spojky na dálnice A71 a A4. Zemské silnice vedou z Oberhofu na Schmalkalden, Ilmenau nebo Gräfenrodu a Crawinkel/Arnstadt.
Železniční spojení se světem má Oberhof od 1. srpna 1884 na dráze z Erfurtu do Schweinfurtu. Nádraží se nachází asi pět kilometrů jižně od města. Každé dvě hodiny odjíždí vlak do Erfurtu a Würzburgu a na Jihodurynské dráze 4 spojení na Erfurt a Meiningen, také každé dvě hodiny. V zimě jezdí o víkendech na trase Eisenach–Bad Salzungen–Schmalkalden–Zella–Mehlis–Oberhof–Arnstadt vlak Rodelblitz (Sáňkový blesk), který slouží pro hosty, navštěvující Oberhof pouze na jeden den. Kyvadlová autobusová doprava slouží k transportu hostů od nádraží do středu města.
Oberhofem vede i horská stezka Eisenach–Budapešť a Rennsteigská cyklostezka.

### Média
Regionální deník nese titul das Freie Wort, je lokální mutací Zella-Mehlis.

## Osobnosti spojené s Oberhofem
- Alexander Lion (1870–1962), zakladatel německého skautského hnutí pracoval ve 20. a 30. letech 20. století v Oberhofu jako lékař.
- Sandra Hüllerová (* 1978), herečka, v dětství žila v Oberhofu.

### Sportovci
V Oberhofu trénují nebo trénovali například tito úspěšní sportovci:
- Ronny Ackermann, sdruženář
- Tobias Angerer, běžec na lyžích
- Jan Behrendt, sáňkař
- Susi Erdmannová, bobistka a sáňkařka
- Sven Fischer, biatlonista
- Bernhard Glass, sáňkař
- Norbert Hahn, sáňkař
- Andrea Henkelová, biatlonistka
- Silke Kraushaarová-Pielachová, sáňkařka
- Kevin Kuske, bobista
- Andre Lange, bobista
- Frank Luck, biatlonista
- Jens Müller, sáňkař
- Meinhard Nehmer, bobista
- Margit Schumannová, sáňkařka
- Axel Teichmann, běžec na lyžích
- Kati Wilhelmová, biatlonistka

## Partnerská města
- Winterberg, Severní Porýní-Vestfálsko
- Bad Neustadt an der Saale, Bavorsko
- Lillehammer, Norsko